# سیارک ۹۷۱
سیارک ۹۷۱ (به انگلیسی: 971 Alsatia، نامگذاری:1921LF) نهصد و هفتاد و یکمین سیارک کشف شده‌است که در ۲۳ نوامبر ۱۹۲۱ و در نیس کشف شد.
قدر مطلق سیارک برابر ۱۰٫۰۵ است.